# Амалія Гессен-Дармштадтська
Фредеріка Амалія Гессен-Дармштадтська (нім. Friederike Amalie von Hessen-Darmstadt, 20 червня 1754 — 21 липня 1832) — принцеса Гессен-Дармштадтська, донька ландграфа Гессен-Дармштадту Людвіга IX та пфальцграфині Цвайбрюкенської Генрієтти Кароліни, дружина спадкоємного принца Бадену Карла Людвіга.
Відома як «Теща Європи», оскільки влаштувала вигідні шлюби своїх дітей із представниками правлячих європейських дворів.

## Біографія
Народилася 20 червня 1754 року в Пренцлау четвертою дитиною та третьою донькою в родині спадкоємного принца Гессен-Дармштадту Людвіга та його першої дружини Генрієтти Кароліни Цвайбрюкенської. Мала старшого брата Людвіга та сестер Кароліну й Фредеріку Луїзу. Згодом народилися ще два брати та дві сестри. Ландграфством в цей час правив їхній дід Людвіг VIII.
Родина мешкала в Пренцлау, де батько, в чині генерала, очолював полк прусської армії. Після початку Семилітньої війни, у 1757 році, сім'я переїхала на Рейн, де Кароліна з дітьми оселилися в Буксвіллері, а Людвіг у Пірмазенсі. Освітою дітей займалася матір. У 1765 вони переїхали до Дармштадтського замку. Стара резиденція була непридатною до життя, а нова будівля знаходилася в стані будівництва, і хоча вона мала стати окрасою міста, в той час її віконні отвори були просто відкритими чи забитими дошками. Для проживання Кароліна веліла звести невеличкі нові будинки. Дітей часто навідувала бабуся Кароліна Нассау-Саарбрюкенська, яка мешкала зазвичай у Бегцаберні. У 1768 році батько став правлячим ландграфом Гессен-Дармштадту, а за чотири роки Амалія та дві її молодші сестри, Луїза та Вільгельміна, були обрані імператрицею Росії Катериною II як можливі наречені для її сина Павла Петровича. Після відвідин ними у супроводі матері Санкт-Петербургу, Павло обрав Вільгельміну. Амалія отримала орден Святої Катерини та посаг у розмірі 50 000 рублів. Імператриця писала про неї в одному зі своїх листівː «… Старша дуже лагідна».
Тривала подорож підірвала здоров'я матері і та померла у березні 1774 року. За п'ять днів до цього не стало бабусі Кароліни, яка приїхала з візитом до Дармштадту.
За чотири місяці після цього Амалія взяла шлюб зі своїм кузеном Карлом Людвігом Баденським. Весілля пройшло 15 липня 1774 року в Дармштадті. Нареченій виповнився 20 років, наречений був на рік молодшим за неї. У шлюбі народила восьмеро дітей.
Перший час Амалія почувалася у Бадені незатишно. Жалілася на дитячу поведінку чоловіка та холодне ставлення свекра, стосунки зі свекрухою Кароліною Луїзою також не склалися. Окрім цього, правлячий баденський дім жив небагато, у досить скромних умовах, і Амалія, порівнюючи його життя із пишнотою російського та прусського дворів, була розчарована. Втім, після смерті свекрухи у 1783 році, вона стала першою леді двору. Сучасники змальовували її як розумну жінку із сильним характером та відзначали її домінування над чоловіком. Всі їхні діти отримали добру освіту.

На початку 1790-х до Бадену прибув граф Румянцев Микола Петрович, який мав наказ від імператриці Катерини II побачити доньок спадкоємного принца та оцінити їхнє виховання та духовні якості аби визначити чи підходять вони як наречені для великого князя Олександра Павловича, старшого онука Катерини. Наприкінці 1792 року імператриця запросила Амалію із доньками Луїзою та Фредерікою до Петербургу. Спадкоємна принцеса відмовилася «з'являтися на видовище, де сама була б виставлена», посилаючись на неможливість залишити чоловіка самого. Принцес до Росії супроводжували графиня Шувалова та таємний радник Стрекалов. Зрештою, Олександр Павлович обрав Луїзу. Фредеріці у 1797 році зробив пропозицію шведський король Густав IV Адольф. Делікатність ситуації полягала в тому, що за рік до цього ледь не відбулися заручини Густава і великої княжни Олександри Павлівни. Принцеса Амалія намагалася запевнити російський двір, що ці заручини відбулося без будь-яких інтриг баденського дому: «Імператриця не відповіла на лист яким я сповістила її про шлюб Фредеріки. Я сподіваюся, однак, що вона не позбавить мене своїх милостей: я цього не заслужила, так як з мого боку не було зроблено жодного кроку. Я тільки не відповіла відмовою. Це було б неможливо, за це мене засудив би весь світ». У тому ж році її донька Кароліна взяла шлюб із правлячим курфюрстом Баварії Максиміліаном Йозефом.

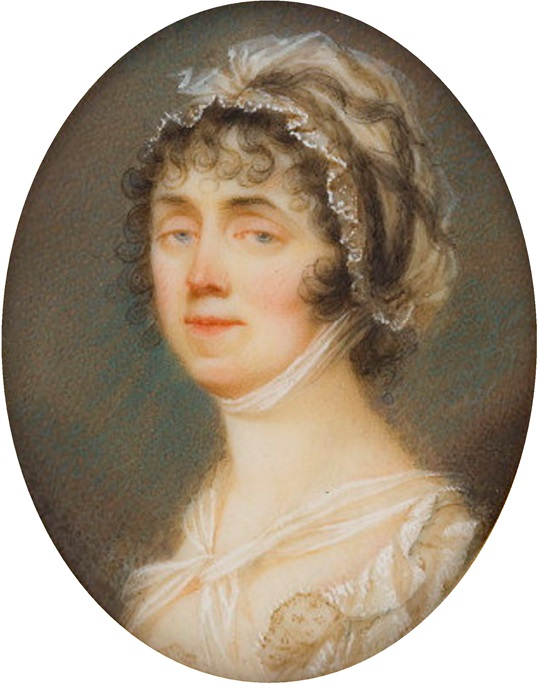
Портрет Амалії пензля Й. Д. Боссі, Національний музей у Варшаві

1801 року Амалія із чоловіком та молодшими дітьми навідали Луїзу у Петербурзі. Дорога з Карлсруе до Санкт-Петербургу тривала з 13 червня до 23 липня. Пара залишалася в Росії близько двох місяців. 9 жовтня того ж року вони прибули до Стокгольму, де мешкала Фредеріка. Перший візит вони нанесли вдовуючій королеві Софії Магдалені, після чого були запрошені на обід королем Густавом IV Адольфом. 24 жовтня вони прибули до Дротнінггольму. Також відвідали замок Гріпсгольм, де Амалія потоваришувала із Ядвігою Шарлоттою Гольштейн-Готторпською, дружиною майбутнього короля Карла XIII. Фредеріка ж, згідно щоденника Ядвіги Шарлотти, навпаки, звинувачувала матір у своїй непопулярності. 15 грудня родина вирушила у зворотню путь. Карета Амалії прибула до Арбоги того ж вечора, Карл Людвіг внаслідок роскачування карети на обмерзлій дорозі випав з неї за 3/4 милі від міста. Кронпринца доправили до Арбоги, де він помер наступного дня. Його смерть змусила Амалію із дітьми затриматися у Стокгольмі до травня 1802 року. Незадовго перед від'їздом вона була запрошена королівським секретарем Карлом Адольфом Богеманом до новоствореної масонської ложі «Жовта троянда».
У 1803 році шведська королівська родина нанесла Амалії у Бадені візит у відповідь. У тому ж році її зять Максиміліан Йозеф подарував їй невеликий замок у Рорбаху поблизу Гайдельберга, Амалія проводила там переважно літні місяці.
Будучи противницею Наполеона Бонапарта, намагалася перешкодити весіллю свого сина зі Стефанією де Богарне. Однак, не зважаючи на її супротив, вінчання відбулося у квітні 1806 року. Після цього весілля Амалія переїхала до замку Брухзал, де оселилася у північній частині палацу. Південну до 1810 року займав князь-єпископ Філіп Франц фон Вальдендорф, чиї землі були секуляризовані. Щорічний апанаж вдовіючої кронпринцеси становив 120 000 флоринів. У 1808 році її донька Марія прибула до матері у Брухзал аби народити там свою третю дитину. Дівчинка з'явилася на світ мертвою. Сама Марія пішла з життя кілька днів потому від пологової гарячки.

Під час Віденського конгресу 1815 року вплив Амалії на її зятя Олександра I сприяв тому, що Бадену було дозволено залишатися Великим герцогством без втрати території. Саме в її замку Рорбах у червні 1815 відбулася зустріч Олександра I із імператором Австрії Францом II, Амалія також була присутньою на їхньому обіді.

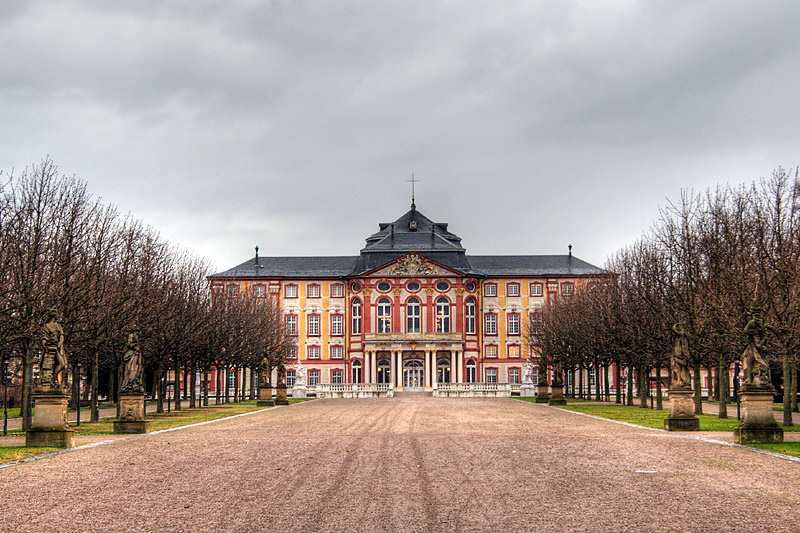
Замок Брухзал

Брухзал залишався резиденцією вдовіючої кронпринцеси протягом решти її життя. Двір Амалії був невеликим, монотонне життя пожвавлювалося лише із візитами можновладних гостей і численних родичів. Мандрівник початку XIX століття Чарльз Едвард Додд, який відвідав палац близько 1818 року, змалював його «пустельну пишність», де придворні дами гірко скаржаться на його величаву похмурість. Так, згідно щоденника фрейліни Амалії, Кароліни фон Фрейштедт від 1829 рокуː «Довга зима плине в тихій однаковості, тільки смерть якогось знайомого порушує щоденну монотонність».
Амалії не стало у замку Брухзал 21 липня 1832 року в 78-річному віці. Вона була похована поруч із донькою у південні крипті замкової церкви Святого Михайла у Пфорцгаймі.

## Родина

Карл Людвіг Баденський на портреті пензля К. Ф. фон Бреда, 1801

Чоловік — Карл Людвіг Баденський
Діти:
- Амалія (1776—1823) — не зважаючи на кілька шлюбних проєктів, залишилась неодруженою, дітей не мала;
- Кароліна (1776—1841) — дружина короля Баварії Максиміліана I, мала семеро дітей;
- Луїза (1779—1826) — дружина імператора Росії Олександра I, мала двох доньок, що померли в дитячому віці;
- Фредеріка (1781—1826) — дружина короля Швеції Густава IV Адольфа, мали п'ятеро дітей;
- Марія (1782—1808) — дружина герцога Брауншвейг-Вольфенбюттельського Фрідріха Вільгельма, мала двох синів;
- Карл Фрідріх (1784—1785) — помер немовлям;
- Карл (1786—1818) — великий герцог Баденський у 1811—1818, був одружений із Стефанією де Богарне, мав трьох доньок та двох синів, що загадково померли в дитинстві, існують версії, що одним з них міг бути Каспар Гаузер;
- Вільгельміна (1788—1836) — дружина великого герцога Гессенського та Прирейнського Людвіга II, мала п'ятеро дітей.

## Нагороди
Орден Святої Катерини 1 ступеня (Російська імперія, 27 червня 1773).